# Баймацьке міське поселення
Байма́цьке міське поселення (рос. Баймакское городское псоеление) — муніципальне утворення у складі Баймацького району Башкортостану, Росія. Адміністративний центр та єдиний населений пункт — місто Баймак.

## Населення
Населення — 17254 особи (2019, 17710 в 2010, 17223 в 2002).